# Degallierister pusillus
Degallierister pusillus är en skalbaggsart som först beskrevs av Wenzel 1944.  Degallierister pusillus ingår i släktet Degallierister och familjen stumpbaggar. Inga underarter finns listade i Catalogue of Life.